# 尚食
尚食是中國、朝鮮、越南古代官名，負責供奉君主之膳食。

## 歷史

### 中國
尚食最早見於秦代，秦朝官制設六尚，包括尚衣、尚食、尚冠、尚席、尚浴、尚書，由於資料不足，未能確定當是尚食是由男性還是女性擔任。西漢承襲秦制六尚，亦有尚食一職。東漢併入太官署。
此後北魏雖然於門下省設置官署尚食局，掌管皇帝膳食卻沒有設尚食一職。隋朝開皇初年，尚食局仍屬門下省，設尚食官職，定員二人，後來隋文帝於內廷置六尚，包括尚宫局、尚仪局、尚服局、尚食局、尚寝局、尚工局，由女官任職，各設長官三人，从九品，尚食為尚食局長官，負責在皇帝用膳前先嘗試食物是否有問題，下轄司醫三人。隋炀帝時大加扩充，设女官六局二十四司，六尚名称沿襲文帝制度，後來炀帝改制，将外廷门下省所辖的殿内局扩建为殿内省，下辖六局，六局改制為尚食局、尚药局、尚衣局、尚舍局、尚乘局、尚辇局，尚食局設尚食二人，為從五品，下轄司膳、司酝、司药、司饎。
唐代改殿内省为殿中省，仍設女官六局，為尚宫局、尚仪局、尚服局、尚食局、尚寝局、尚功局，仍以尚食為尚食局長官，定員二人正五品，下有司膳、司醞、司藥、司饎。景龍四年有一位尚食高氏獲封蓨國夫人。
宋、金、元仍設六局，仍有尚食一職。宋高宗時期的尚食劉氏本是高宗登基前在藩邸的廚師，精于烹饪，深得高宗欢心，人稱「尚食劉娘子」。金、元尚食局属宣徽院。
明代初年依元制于宣徽院下设尚食局，以尚食為長官，定員二人，正五品，掌管膳饈品齊之數，每次向皇帝進御膳，都要由尚食先嘗試。

### 朝鮮
高麗時期設有女官，高麗顯宗时有尚宫、尚寝、尚食、尚针之职。朝鮮王朝的尚食為從五品女官。

### 越南
阮朝時明命帝設六尚司，包括尚儀、尚珍、尚器、尚服、尚食、尚衣。後來紹治帝改六尚司為六尚院，尚食被廢除。